# Karnydia
Karnydia is een geslacht van rechtvleugeligen uit de familie Chorotypidae. De wetenschappelijke naam van dit geslacht is voor het eerst geldig gepubliceerd in 1930 door Bolívar.

## Soorten
Het geslacht Karnydia omvat de volgende soorten:
- Karnydia celebesica Bolívar, 1930
- Karnydia gracilipes Ramme, 1941
- Karnydia laticlava Butlin, Blackith & Blackith, 1989
- Karnydia monki Butlin, Blackith & Blackith, 1989